# 항협심증제
항협심증제(antianginal)은 허혈성 심장 질환의 증상인 협심증 치료에 사용되는 약물들이다.

## 예시
사용되는 약물은 질산염, 베타 차단제, 칼슘 통로 차단제이다.

### 질산염
질산염은 내피유래이완인자(EDRF)를 자극하여 정맥의 혈관 확장을 유발한다. 정맥이 확장되면 정맥이 더 많은 혈액이 찰 수 있게 되고, 심실의 압력이 감소하여 심장벽에 작용하는 장력과 산소 요구량을 줄어든다. 결론적으로 질산염은 운동성이나 혈관경련성 협심증을 완화하는 데 사용된다. 속효성 질산염은 이미 발생한 협심증 발작을 멈추는 데 사용되는 반면, 지속성 질산염은 협심증의 예방적 관리에 사용된다.
니트로혈관확장제 제제에는 나이트로글리세린(삼질산 글리세릴), 펜타에리트리톨 테트라니트레이트(PETN), 이소소르비드 다이니트레이트, 이소소르비드 모노니트레이트가 포함된다.

### 베타 차단제
베타 차단제는 협심증 발작을 유발할 수 있는 수준 이하로 심근의 산소 요구량을 감소시켜 운동성 협심증의 예방에 사용된다.
변이형 협심증에서는 금기이며 심부전을 유발할 수 있다. 기관지수축으로 인한 중증 천식 환자에게도 사용을 금하며, 저혈당증의 증상이 드러나지 않게 할 수 있으므로 당뇨병 환자에게는 주의해서 사용해야 한다.
약제에는 아세부톨롤, 메토프로롤과 같은 심장 선택성 약물이나 옥스프레놀롤, 소타롤과 같은 비 심장 선택성 약물이 있다.

### 칼슘 통로 차단제
칼슘 이온(Ca2+) 길항제(칼슘 통로 차단제)는 만성 안정 협심증의 치료에 사용되며, 변이형 협심증을 가장 효과적으로 치료(관상동맥 혈관경련을 직접 예방)할 수 있다. 불안정 협심증의 치료에는 사용되지 않는다.
시험관 내(in vitro)에서 칼슘 통로 차단제는 관상 동맥과 말초 동맥을 확장하고 후부하 감소, 심근 효율 개선, 심박수 감소, 관상동맥 혈류 개선과 같은 음성 수축성(inotropic), 심박수변동성 효과(즉, 심근 수축력과 심박수를 감소시킴)를 나타낸다. 생체 내(in vivo)에서 혈관 확장과 저혈압은 압력 수용기 반사를 유발한다. 따라서 순 효과는 직접 작용과 반사 작용이 합쳐진 상호 작용으로 나타난다.
- 클래스 I 약제는 가장 강력한 음성 수축성 효과를 가지며 심부전을 유발할 수 있다.
- 클래스 II 약제는 전도나 수축을 억제하지 않는다.
- 클래스 III 약제는 수축성 효과가 미미하고 반사성 빈맥을 거의 유발하지 않는다.

칼슘 통로 차단제의 예시로는 클래스 I 약제(베라파밀), 클래스 II 약제(암로디핀, 니페디핀), 클래스 III 약제(딜티아젬)이 있다.
니페디핀은 더 강력한 혈관 확장제이며 협심증에도 더 효과적이다. 다이하이드로피리딘 계열이며 동방결절 전도의 불응기에 영향을 미치지 않는다.